# 鳥よ、年ごとに
『鳥よ、年ごとに』（とりよ、としごとに、フランス語：Oiseaux, si tous les ans ）K.307(248d) は、ヴォルフガング・アマデウス・モーツァルトが作曲したフランス語の歌曲。『鳥たちよ、毎年』と訳されることもある。

## 概要
1777年9月、モーツァルトはかねてから犬猿の仲となっていたザルツブルク大司教ヒエロニュムス・フォン・コロレドに辞表を提出し、新天地を求めるために母アンナとパリへ旅行に行った。ミュンヘンを経てマンハイムに着いたモーツァルトは、就職はそっちのけで10月末から翌1778年の3月の半ばまで長く滞在した。それはマンハイム楽派のすぐれた音楽家たちと知り合ったことと、16歳のソプラノ歌手アロイージア・ウェーバーに恋したためだったが、この歌曲（アリエッタ）は次の歌曲『寂しく暗い森で』とともに、モーツァルトがマンハイムで特に親しくなったフルート奏者ヨハン・バプティスト・ヴェンドリングという人物の娘エリーザベト・アウグステ・ヴェンドリングの依頼で作曲された。エリーザベトは後にミュンヘンでオペラ歌手として活躍し、ハイドンなども美しさと歌唱を絶賛したといわれている。
なお、詞はアントワーヌ・フェランによるものである。

## 関連作品
- 寂しく暗い森で K.308(295b)